# نعرة (مذيخرة)

تعديل مصدري - تعديل

نعرة محلة نعرة، التابعة لعزلة الافيوش بمديرية مذيخرة إحدى مديريات محافظة إب في الجمهورية اليمنية، بلغ تعداد سكانها 183 حسب تعداد اليمن لعام 2004.